# Червоная (Кривой Рог)
Червоная — исторический район в Металлургическом районе города Кривой Рог Днепропетровской области. 

## История
Название местности происходит от Червоной балки, в которой с древних времён велись разработки железа.
В 1884 году открыт разъезд Червонное (ныне станция Кривой Рог).
В первой половине XX века местность включена в состав города.